# مارتا اریکا آلونسو
مارتا اریکا آلونسو (اسپانیایی: Martha Érika Alonso‎; ‏ ۱۷ دسامبر ۱۹۷۳ – ۲۴ دسامبر ۲۰۱۸) سیاست‌مدار اهل مکزیک بود. وی یک سیاستمدار عضو حزب اقدام ملی مکزیک بود و به عنوان نخستین فرماندار زن ایالت پوئبلا مکزیک بود. وی در یک سانحهٔ هلی کوپتر کشته شد.